# ستيف ليفينغستون
ستيف ليفينغستون (بالإنجليزية: Steve Livingstone)‏ هو لاعب كرة قدم بريطاني في مركز الهجوم، ولد في 8 سبتمبر 1969 في ميدلزبرة في المملكة المتحدة. لعب مع بلاكبيرن روفرز وبورت فايل وتشيلسي وغريمسبي تاون وكوفنتري سيتي ونادي كارلايل يونايتد.

## وصلات خارجية
- ستيف ليفينغستون على موقع قاعدة بيانات كرة القدم.إي يو (الإنجليزية)
- ستيف ليفينغستون على موقع Soccerbase.com (لاعب) (الإنجليزية)
- ستيف ليفينغستون على موقع عالم كرة القدم.نت (الإنجليزية)